# Holoparamecus franzi
Holoparamecus franzi es una especie de coleóptero de la familia Endomychidae.

## Distribución geográfica
Habita en las Islas Galápagos.